# Heinz Poll (Fußballspieler)
Heinz Poll (* 30. Januar 1941) ist ein ehemaliger deutscher Fußballspieler. Der zumeist auf dem linken Flügel im damals praktizierten WM-System agierende Offensivspieler hat von 1960 bis 1970 in der Fußball-Oberliga West, der 2. Liga West, Fußball-Regionalliga West und der Fußball-Bundesliga bei den Vereinen Hamborn 07, Duisburger SpV und Rot-Weiß Oberhausen gespielt.

## Karriere
Poll eröffnete seine höherklassige Karriere in der Saison 1960/61 bei Hamborn 07 in der damals erstklassigen Oberliga West. Er debütierte am 11. September 1960 beim Lokalderby gegen den DSV bei einem 2:2-Remis auf Linksaußen im Angriff der schwarz-gelben „Löwen“. Nach zwei Runden hatte er an der Seite von Mitspielern wie Horst Podlasly, Werner Rinass, Rolf Schafstall und Horst Jesih 14 Ligaspiele absolviert und vier Tore erzielt. Zur letzten Saison des alten Ligasystems mit den erstklassigen Oberligen, 1962/63, schloss er sich dem Traditionsverein Duisburger SpV in der 2. Liga West an. Mit 26 Einsätzen und zehn Toren trug er wesentlich zum Erreichen des achten Tabellenplatzes und damit zur Eingliederung in den Bundesligaunterbau der Regionalliga West zur Saison 1963/64 bei. In der Saison 1963/64 stellte Poll sein Talent nachdrücklich unter Beweis, er erzielte 18 Tore in 34 Ligaspielen. Mit 54:55 Toren hatte er mit seinen Mitspielern den neunten Rang belegt. Der DSV war aber durch eine finanzielle Schieflage gezwungen, sich mit TuS Duisburg 48/99 zu fusionieren, so dass ab dem 24. Juli 1964 Eintracht Duisburg entstand. Poll verabschiedete sich und ging zum Ligarivalen Rot-Weiß Oberhausen.
Dort bestritt er 117 Spiele in der Regionalliga West, in denen er 42 Tore schoss. In der Saison 1967/68 belegte er mit Oberhausen den dritten Rang und hatte in 26 Ligaeinsätzen 16 Tore an der Seite von Neuzugängen wie Wolfgang Scheid, Friedhelm Dick, Hermann-Josef Wilbertz und Günter Karbowiak bestritten. Mit RWO schaffte er 1969 unter dem neuen Trainer Alfred Preißler, Torjäger Hugo Dausmann und Spielmacher Franz Krauthausen den Sprung in die Bundesliga. Dort absolvierte er sechs Spiele und erzielte ein Tor, in der Saison 1969/70. Nach der Spielzeit wechselte er nach Belgien zu Berchem Sport.